# Amy Cashin
Amy Cashin, född 28 juli 1994, är en australisk friidrottare. Hon deltog vid olympiska sommarspelen 2020.